# Gaurax niveopubescens
Gaurax niveopubescens är en tvåvingeart som beskrevs av Frey 1923. Gaurax niveopubescens ingår i släktet Gaurax och familjen fritflugor. Inga underarter finns listade i Catalogue of Life.